# Эрдман Август Бранденбург-Байрейтский
Эрдман Август Бранденбург-Байрейтский (нем. Erdmann August von Brandenburg-Bayreuth; 8 октября 1615, Байройт — 6 февраля 1651, Хоф) — член дома Гогенцоллернов и наследный маркграф княжества Байрейт.

## Жизнь
Эрдман Август был седьмым из девяти детей Кристиана, маркграфа Бранденбург-Байрейтского и его жены Марии Прусской. Он был третьим сыном, но единственным дожившим до взрослого возраста; два его старших брата Георг Фридрих (1608—1608) и Кристиан Эрнст (1613—1614) умерли задолго до его собственного рождения.
8 декабря 1641 года в Ансбахе Эрдман Август женился на своей кузине Софии Бранденбург-Ансбахской (1614—1646), дочери маркграфа Иоахима Эрнста Бранденбург-Ансбахского. У них родился единственный сын Кристиан Эрнст Бранденбург-Байрейтский. После смерти Софии Эрдман Август помолвился с принцессой Софией Агнессой Мекленбург-Шверинской, дочерью герцога Адольфа Фридриха I Мекленбургского. Во время подготовки к бракосочетанию 35-летний Эрдман Август умер от «грудной горячки» раньше своего отца. София Агнесса стала впоследствии аббатисой Рюнского монастыря. Эрдман Август был похоронен в городской церкви Байройта. Власть в Байрейте унаследовал от деда сын Эрдмана Августа Кристиан Эрнст.

## Потомки
- Кристиан Эрнст (1644—1712), маркграф Бранденбург-Байрейта, женат последовательно на Эрдмуте Софии Саксонской, Софии Луизе Вюртембергской и Елизавете Софии Бранденбургской.